# Биркетт, Вива
Ви́ва Би́ркетт (англ. Viva Birkett; 14 февраля 1887 — 27 июня 1934) — британская актриса театра, которая была активной по обе стороны Атлантики в начале двадцатого века.

## Ранняя жизнь и карьера
Валентин (первоначально записана была как Валентина) Виола Биркетт родилась в день Святого Валентина, 1887 года в историческом прибрежном городе Эксетер на юго-западе Англии. Она была дочерью Уильяма Генри и Миры Марты Биркетт, также выходцев из Эксетера, где её отец работал шерстяным торговцем. Обучалась актёрскому мастерству в американском театре Кейт Бейтман (1843—1917) и дебютировала на лондонской сцене 28 июня 1906 года в качестве приглашённого исполнителя в the Lyric Theatre в постановке Месье Бокарь, а также в Нью-Йорке 30 августа того же года в the Hudson Theatre в роли Хелен Плагенет в постановке Hypocrites. Оставшуюся часть своей карьеры она продолжала выступать в Лондоне и Нью-Йорке и играла в труппах, возглавляемых Джорджем Арлиссом, сэром Гербертом Бирбомом Третьим и Генри Джоуэттом. Её последнее выступление на сцене состоялось на Бродвее в июне 1930 года, когда она сыграла роль Принцессы Сан-Луки в постановке Смерть принимает праздник.

## Брак и семья
23 июля 1912 года Вива вышла замуж за британского актёра Филипа Мэривейла в приходской церкви Святого Мэрилебона в Лондоне. Пара стала родителями двух дочерей и двух сыновей; Розамунды, Валентина, Джона и Филипа.

## Смерть
Вива Биркетт умерла от рака 27 июня 1934 года, менее чем через месяц после отъезда из Нью-Йорка, чтобы вернуться в свой дом на Ричмонд-апон-Темс. Её пережили муж и дети.

## Избранные выступления
- (1906) Месье Бокарь[англ.], адаптация книги Бута Таркингтона, постановка исполнена в the Lyric Theatre, Лондон
- (1906—1907) Лицемеры Генри Артур Джонс, постановка исполнена в the Hudson Theatre, Нью-Йорк
- (1911) Двенадцатая ночь Уильям Шекспир, постановка исполнена в театре Его Величества в Лондоне.
- (1911) Весёлые жены Виндзора (Энн Пейдж) Уильям Шекспир, постановка исполнена в театре Его Величества в Лондоне.
- (1911) Макбет (Леди МакДафф) Уильям Шекспир, постановка исполнена в театре Его Величества в Лондоне.
- (1911—1912) Питер Пэн (Миссис Дарлинг) Джеймс Мэтью Барри, постановка исполнена в the Duke of York’s Theatre, Лондон
- (1915) Как вам это нравится (Розалинда) Уильям Шекспир, постановка исполнена в the Boston Opera House, Бостон, Массачусетс
- (1914) Трилби[англ.] (Трилби O’Фаррелл), кинофильм Джорджа Л. Дю Марьера
- (1914) Доказательства Дж. Дюрока Макферсона, исполнена в the Lyric Theatre, Нью-Йорк
- (1916) Кэролайн Уильям Сомерсет Моэм, постановка исполнена в the Empire Theatre, Нью-Йорк
- (1919) Моллюск (Миссис Бейкер) Хьюберт Генри Дэвис[англ.], выступила вместе с труппой Джорджа Арлисса
- (1922) Жизнь Лорда Байрона (Леди Джерси), кинофильм Элиса Рамси
- (1922) Принц Любовников[англ.], немой фильм
- (1929—1930) Смерть принимает праздник (принцесса Сан-Лука), написанная Альберто Казеллой; адаптировано Уолтером Феррисом в the Ethel Barrymore Theatre, Нью-Йорк[9][10]